# Domenico Feudale
Domenico Feudale, talvolta citato come Fendale (Isca sullo Ionio, 12 settembre 1750 – Crotone, 6 marzo 1828), è stato un vescovo cattolico e teologo italiano.

## Biografia
Monsignor Domenico Feudale nacque a Isca sullo Ionio, in diocesi di Catanzaro, il 12 settembre 1750 da Antonio e Vittoria Vivino. Ricevette il battesimo il giorno successivo, il 13 settembre.
Formatosi presso il convento di Santa Maria degli Angeli a Badolato, fu ordinato presbitero il 23 dicembre 1780. Studiò anche a Napoli, dove approfondì le sue conoscenze in materia di lettere, diritto canonico e teologia morale.
Maestro di grammatica nel seminario di Martirano e cancelliere della curia vescovile di Catanzaro, ricevette l'invito da mons. Nicola Notari, vescovo di Squillace, ad assumere la cattedra di lettere nel suo seminario, che Feudale accettò. Lo stesso Notari gli conferirà l'incarico di pronunciare il discorso d'apertura del sinodo diocesano, tenutosi nel 1784.
Il 10 maggio 1787 divenne arciprete di Isca, dove spesso ebbe anche la delega di visitatore pastorale per conto del vescovo.
Nel 1817 venne scelto da papa Pio VII per guidare la diocesi di Bisignano, ma in segno di umiltà rigettò l'incarico; il 25 maggio 1818 lo stesso Pio VII lo nominò vescovo di Crotone, e questa volta Feudale dovette accettare in segno di obbedienza. Ricevette la consacrazione episcopale il successivo 31 marzo a Roma dal cardinale Alessandro Mattei e dai co-consacranti Carlo Zen, arcivescovo titolare di Calcedonia, e Geraldo Maciotti, vescovo titolare di Elusa. Il giorno stesso prese possesso della diocesi.
Nel corso del suo episcopato fece avviare i lavori di restauro della cattedrale e fu molto attento ai bisogni del clero e dei poveri della sua diocesi; a quest'ultima verrà poi aggregata la diocesi di Isola, soppressa nel 1818.
Monsignor Feudale si spense a Crotone il 6 marzo 1828, e la salma fu poi tumulata all'interno della cattedrale di Crotone.

## Genealogia episcopale
La genealogia episcopale è:
- Cardinale Scipione Rebiba
- Cardinale Giulio Antonio Santori
- Cardinale Girolamo Bernerio, O.P.
- Arcivescovo Galeazzo Sanvitale
- Cardinale Ludovico Ludovisi
- Cardinale Luigi Caetani
- Cardinale Ulderico Carpegna
- Cardinale Paluzzo Paluzzi Altieri degli Albertoni
- Papa Benedetto XIII
- Papa Benedetto XIV
- Papa Clemente XIII
- Cardinale Bernardino Giraud
- Cardinale Alessandro Mattei
- Vescovo Domenico Feudale

## Opere
Oltre ai commenti sulle Lettere di San Paolo e ad alcune orazioni panegiriche ed omelie, il Feudale pubblicò anche una serie di opere letterarie, tutte edite a Napoli:
- Scyllacenorum antistitum accurata series chronologica (1782);
- Memoria per la canonica unità della parrocchia d'Isca (1790);
- De episcoporum potestate in paroeciis dividendis, novisque aedificandis, diatriba (1790);
- Catechismo romano ridotto a forma di dialogo (1793);
- Gli evangelii di tutte le domeniche, e feste dell'anno ridotti a forma dialogica, e predicabili al popolo, ed illustrati con note istoriche, erudite, teologiche, morali (1804-1806, quattro tomi).